# Campionats regionals de futbol a Espanya
Els campionats regionals de futbol eren una sèrie de competicions de futbol celebrades a diferents territoris d'Espanya durant la primera meitat del segle XX. Alguns van començar a organitzar-se de manera extraoficial o mitjançant federacions territorials primitives. Amb la creació de la Reial Federació Espanyola de Futbol, les federacions territorials adherides van ser les encarregades d'organitzar els respectius campionats regionals, que es van convertir en la via de classificació per al Campionat d'Espanya. Van desaparèixer el 1940, passant a ser les divisions regionals de la Lliga Espanyola (excepte a les Illes Canàries, on no va passar fins al 1949).

## Història

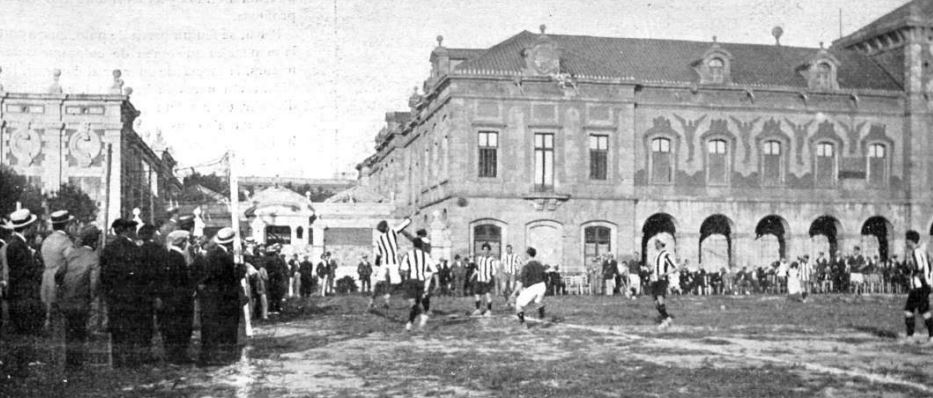
Partit FC Barcelona-Espanyol el 1910 al pati d'armes del parc de la Ciutadella.

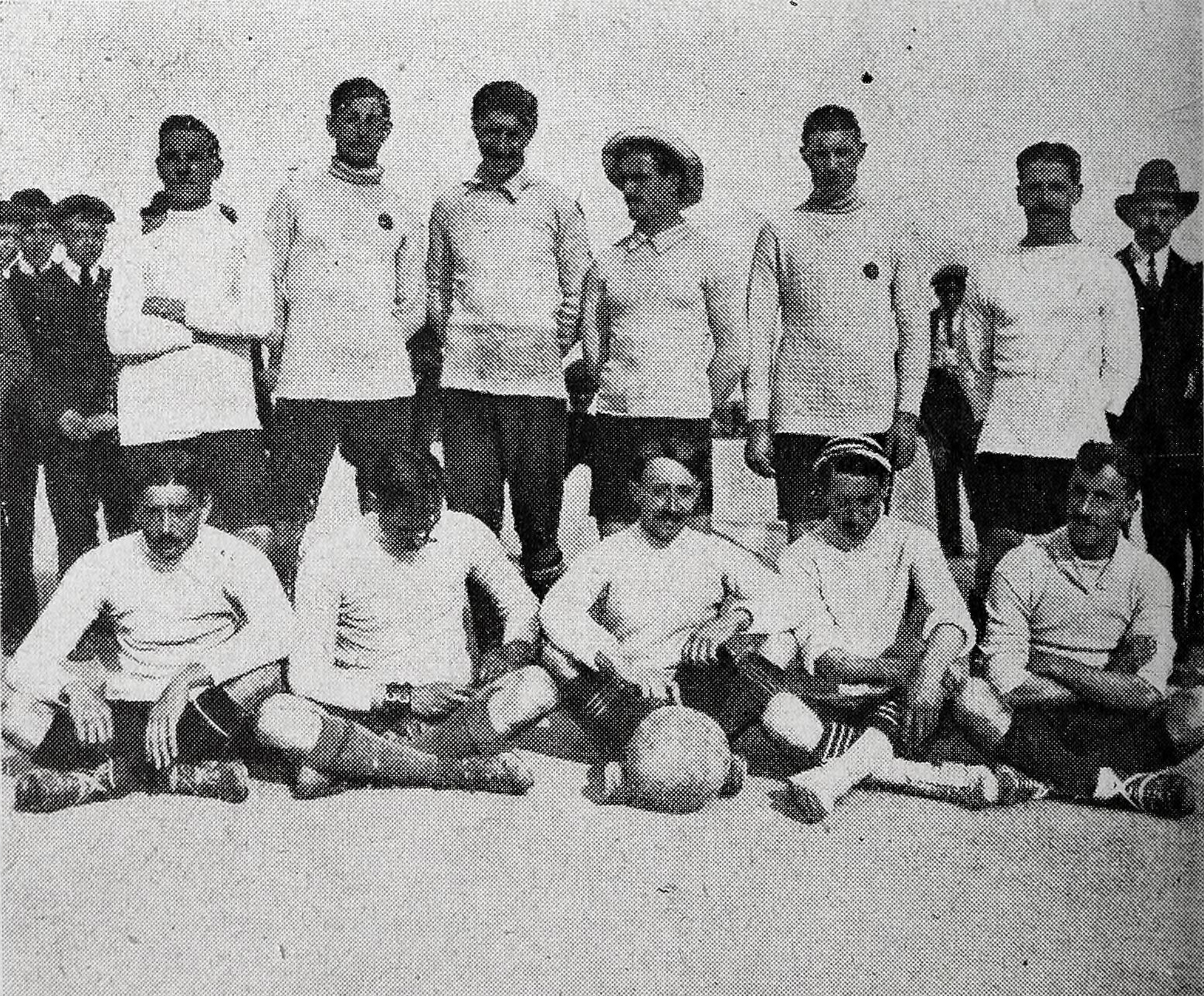
Español de Madrid el 1909.

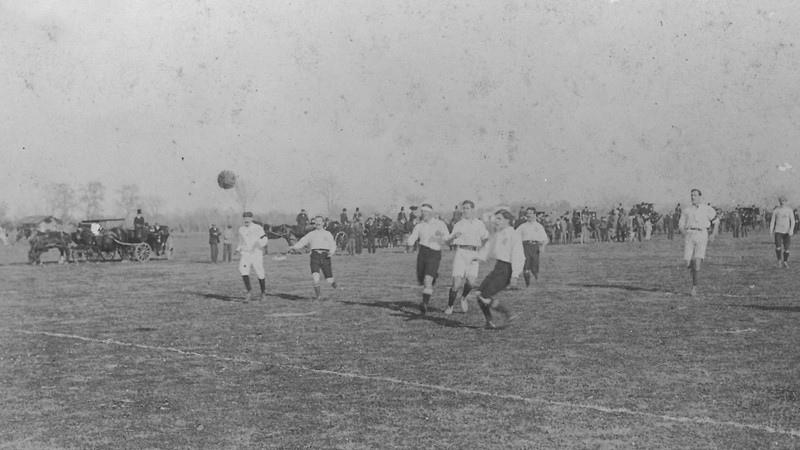
Sevilla FC – Recreativo de Huelva el 1909.

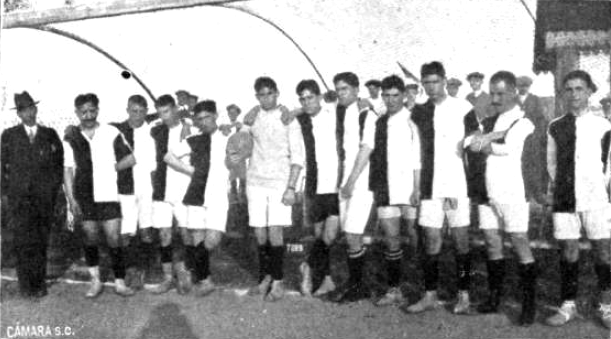
Vigo FC el 1912.

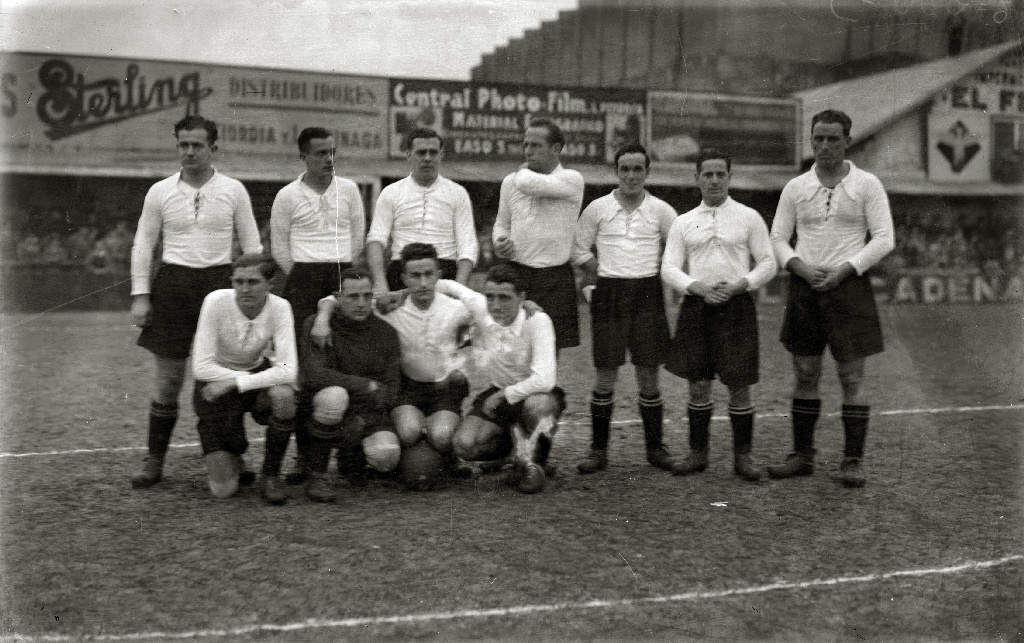
Real Unión el 1931.

Els primers campionats regionals es van començar a organitzar abans de l'existència d'una federació estatal i fins i tot abans de l'existència de les federacions territorials. La primera competició es jugà a Catalunya amb el nom de Copa Macaya (1901-1903) i més tard es disputà la Copa Barcelona (1903). Aquestes competicions van donar pas al campionat de Catalunya organitzat per l'Associació de Clubs de Futbol de Barcelona. L'any 1903 es va constituir a Madrid la seva primera federació territorial i va començar a organitzar un campionat en aquella zona. L'any 1905 es va començar a disputar el Campionat de Galícia de futbol, organitzat pel Vigo Foot-ball Club.
Amb la creació de la Reial Federació Espanyola de Futbol l'any 1913, els campionats regionals organitzats per les respectives federacions territorials adherides esdevingueren la via d'accés al Campionat d'Espanya.
| «                                                                | Paral·lelament al desenvolupament de l'organització interna de la Federació Espanyola de Futbol, el campionat d'Espanya va passar d'una competició lliure de Clubs, que va començar l'any 1902, a una competició organitzada més detallada. De moment, després dels primers anys, i deixant de banda els dos campionats que es van jugar l'any 1910 per incompatibilitats momentànies de clubs, i la situació creada per l'existència de dues Federacions Nacionals l'any 1913, que també va donar lloc a la celebració de dos campionats d'Espanya diferents, que també van ser aprovats com a vàlids, la competició es va limitar al campionat, reservant-se a l'únic campió d'Espanya que aleshores es va convocar , en realitat, eren els que ara són els campionats regionals, que a partir de 1915 tenen un caràcter i un règim propis. Des d'aleshores i fins l'any 1925, el privilegi de participar en el campionat d'Espanya va quedar reservat als campions regionals, fins que en l'Assemblea d'aquest darrer any es va acordar que poguessin competir els dos clubs classificats en primer i segon lloc de cada campionat regional. | » |
| — Real Federación Española de Fútbol., Anuario 1926-1927. p. 24. | |   |

A mesura que els campionats van anar creixent, es van anar establint noves categories dins d'ells, amb ascensos i descensos entre ells, com va passar més endavant en la competició de Lliga. Entre 1923 i 1926 els guanyadors dels campionats de segona categoria van disputar el Campionat d'Espanya al grup B.
Entre 1930 i 1934 van aparèixer els anomenats Campionats Mancomunats, que van ser organitzats per diverses federacions territorials agrupades, fusionant els seus respectius campionats regionals en un sol. Aquest sistema també s'aplicà la temporada 1939-40 de manera excepcional a Guipúscoa, Navarra i Aragó.
Aquests campionats mancomunats foren:
- Campionat Mancomunat Guipúscoa-Navarra: 1929-31
- Campionat Mancomunat Astúries-Cantàbria: 1931-32
- Campionat Mancomunat Centre-Aragó-Castella i Lleó: 1931-32
- Campionat Mancomunat Castella-Sud: 1932-34
- Campionat Mancomunat Guipúscoa-Navarra-Aragó: 1931-34 i 1939-40

La temporada 1931-32 els equips aragonesos es dividiren entre dos campionats mancomunats, Iberia SC disputà el campionat Centre i Zaragoza CD participà en el Guipúscoa-Navarra.
L'any 1934, l'assemblea de la Reial Federació Espanyola de Futbol va aprovar una reestructuració de les competicions de futbol, mitjançant la qual es van crear una sèrie de Campionats Suprarregionals, col·locats jeràrquicament per sobre dels campionats regionals organitzats per les federacions territorials que tradicionalment s'havien disputat fins aleshores.
Aquests campionats suprarregionals foren:
- Suprarregional grup 1 (Galícia-Astúries): 1934-36
- Suprarregional grup 2 (Castella-Cantàbria-Aragó): 1934-36
- Suprarregional grup 3 (Guipúscoa-Biscaia-Navarra): 1934-36
- Suprarregional grup 4 (Catalunya): 1934-36
- Suprarregional grup 5 (València-Múrcia-Sud-Oest): 1934-35
- Suprarregional grup 5 (València-Múrcia): 1935-37
- Suprarregional grup 6 (Sud-Extremadura): 1935-36

El juliol de 1936 va esclatar la Guerra Civil i a l'octubre la FEF va suspendre les competicions a nivell estatal, però va permetre que les federacions territorials organitzessin les seves pròpies competicions oficials si la situació ho permetia. En acabar la guerra, els campionats disputats durant la mateixa en ambdues zones (rebel i governamental) no van ser anul·lats, encara que no es van tenir en compte a efectes d'ascensos i descensos (circular núm. 3 de 12 d'agost de 1939), de la mateixa manera que la situació legal de les llicències de jugadors va tornar a l'existent a finals de la temporada 1935-36 (assemblea de FEF del 22, 23 i 24 de juliol de 1939).
Després del final de la guerra, els campionats suprarregionals no es van recuperar, i els tradicionals campionats regionals es van jugar durant la temporada 1939-40. Aquesta seria l'última vegada que competirien abans de la seva supressió. Per a la temporada 1940-41, la Junta Directiva de la FEF presidida per Luis Saura del Pan (metge i exjugador del Reial Madrid) va decidir suprimir de facto tots els campionats autonòmics, excepte a les Canàries, excloent els equips de la participació en el Campionat Nacional de Lliga i modificant el sistema de classificació del Campionat d'Espanya, que s'aconseguiria en funció de la pròpia Lliga. D'aquesta manera, els campionats regionals es van convertir en les divisions inferiors de la Lliga Espanyola.
Finalment, l'assemblea de la federació acceptà l'ingrés de les Canàries en la competició de lliga el juny de 1949.

## Historial
Llegenda
| Campionats Mancomunats                                 | Campionats Mancomunats             | Campionats Suprarregionals                                    | Campionats Suprarregionals |
| ------------------------------------------------------ | ---------------------------------- | ------------------------------------------------------------- | -------------------------- |
| Campionat Mancomunat Guipúscoa-Navarra                 | 1929-30, 1930-31                   | Campionat Suprarregional Galícia-Astúries                     | 1934-35, 1935-36           |
| Campionat Mancomunat Astúries-Cantàbria                | 1931-32                            | Campionat Suprarregional Castella (Centre)-Cantàbria-Aragó    | 1934-35, 1935-36           |
| Campionat Mancomunat Centre-Aragó-Castella i Lleó      | 1931-32                            | Campionat Suprarregional Biscaia-Guipúscoa-Navarra/Copa Vasca | 1934-35, 1935-36           |
| Campionat Mancomunat Guipúscoa-Navarra-Aragó           | 1931-32, 1932-33, 1933-34, 1939-40 | Campionat Suprarregional València-Múrcia-Sud-Oest             | 1934-35                    |
| Campionat Mancomunat Castella (Centre)-Sud             | 1932-33, 1933-34                   | Campionat Suprarregional Sud-Oest                             | 1935-36                    |
| Campionat Mancomunat Centre (Madrid i Castella i Lleó) | 1939-40                            | Campionat Suprarregional València-Múrcia                      | 1935-36, 1936-37           |

| Temp.   | Catalunya | Balears | Llevant  | Llevant | Extrem. | Sud | Galícia   | Astúries  | Cantàbria | Castella i Lleó | Centre | Aragó  | Navarra | Nord     | Nord    | Canàries | Canàries | Hisp.-Marroquí |
| Temp.   | Catalunya | Balears | València | Múrcia  | Oest    | Sud | Galícia   | Astúries  | Cantàbria | Castella i Lleó | Centre | Aragó  | Navarra | Guipúsc. | Biscaia | Tenerife | Palmas   | Hisp.-Marroquí |
| 1900-01 | HIS       |         |          |         |         |     |           |           |           |                 |        |        |         |          |         |          |          |                |
| 1901-02 | FCB       |         |          |         |         |     |           |           |           |                 |        |        |         |          |         |          |          |                |
| 1902-03 | CEF FCB   | MOD     |          |         |         |     |           |           |           |                 |        |        |         |          |         |          |          |                |
| 1903-04 | CEF       | ESP     |          |         |         |     |           |           |           |                 |        |        |         |          |         |          |          |                |
| 1904-05 | FCB       | RMA     |          |         |         |     |           |           |           |                 |        |        |         |          |         |          |          |                |
| 1905-06 | XSC       | FOR     | RMA      |         |         |     |           |           |           |                 |        |        |         |          |         |          |          |                |
| 1906-07 | XSC       | FOR     | RMA      |         |         |     |           |           |           |                 |        |        |         |          |         |          |          |                |
| 1907-08 | XSC       | VIG     | RMA      |         |         |     |           |           |           |                 |        |        |         |          |         |          |          |                |
| 1908-09 | FCB       | FCV     | VIG      | ESP     |         |     |           |           |           |                 |        |        |         |          |         |          |          |                |
| 1909-10 | FCB       | FCV     | REC      | FOR     | SGE     |     |           |           |           |                 |        |        |         |          |         |          |          |                |
| 1910-11 | FCB       | SGV     | REC      | FOR     | SGE     |     |           |           |           |                 |        |        |         |          |         |          |          |                |
| 1911-12 | ESP       | HIS     | REC      | FOR     | SGE     | SCV | SCV       |           |           |                 |        |        |         |          |         |          |          |                |
| 1912-13 | FCE FCB   | HIS     | ESP      | n/d     | RMA     | SCV | SCV       |           |           |                 |        |        |         |          |         |          |          |                |
| 1913-14 | FCE       | HIS     | n/d      | VSC     | SGE     | ATH | ATH       | TSC       | TSC       |                 |        |        |         |          |         |          |          |                |
| 1914-15 | ESP       | n/d     | ESP      | FOR     | RAC     | ATH | ATH       | TSC       | TSC       |                 |        |        |         |          |         |          |          |                |
| 1915-16 | FCB       | SAG     | ESP      | n/d     | RMA     | ATH | ATH       | TSC       | TSC       |                 |        |        |         |          |         |          |          |                |
| 1916-17 | FCE       | n/d     | SEV      | VSC     | SPO     | RMA | ARE       | ARE       | MAR       | MAR             |        |        |         |          |         |          |          |                |
| 1917-18 | ESP       | n/d     | REC      | FOR     | SPO     | RMA | ATH       | ATH       | n/d       | n/d             |        |        |         |          |         |          |          |                |
| 1918-19 | FCB       | GIM     | GIM      | SEV     | VSC     | SPO | RAC       | RSO       | ARE       | GRC             | GRC    |        |         |          |         |          |          |                |
| 1919-20 | FCB       | AGU     | AGU      | SEV     | VSC     | SPO | RMA       | RUC       | ATH       | n/d             | n/d    |        |         |          |         |          |          |                |
| 1920-21 | FCB       | LEV     | LEV      | SEV     | FOR     | SPO | ATM       | RUC       | ATH       | n/d             | n/d    |        |         |          |         |          |          |                |
| 1921-22 | FCB       | ESP     | ESP      | SEV     | FOR     | SPO | RMA       | RUC       | ARE       | n/d             | n/d    |        |         |          |         |          |          |                |
| 1922-23 | EUR       | VAL     | VAL      | SEV     | VSC     | SPO | RAC       | RMA       | IBE       | RSO             | ATH    | MAR    | MAR     |          |         |          |          |                |
| 1923-24 | FCB       | ALF     | CNA      | CNA     | SEV     | CEL | SPO       | RAC       | UDE       | RMA             | STD    | RUC    | ATH     | STC      | STC     |          |          |                |
| 1924-25 | FCB       | ALF     | VAL      | VAL     | SEV     | CEL | STD       | RAC       | ESP       | ATM             | STD    | RSO    | ARE     | n/d      | n/d     |          |          |                |
| 1925-26 | FCB       | MAO MEN | VAL      | MUR     | EXT     | SEV | CEL       | SPO       | RAC       | CUL             | RMA    | IBE    | RUC     | n/d      | n/d     | ATH      |          |                |
| 1926-27 | FCB       | ALF     | VAL      | MUR     | EXT     | SEV | DEP       | SPO       | RAC       | RUD             | RMA    | IBE    | RSO     | ARE      | VIC     | VIC      |          |                |
| 1927-28 | FCB       | MAO     | LLE      | MUR     | PUE     | BET | DEP       | OVI       | RAC       | CUL             | ATM    | IBE    | RUC     | ATH      | VIC     | VIC      |          |                |
| 1928-29 | ESP       | ALF     | CAS      | MUR     | EXT     | SEV | FER       | OVI       | RAC       | CUL             | RMA    | IBE    | OSA     | RSO      | ATH     | MAR      | MAR      |                |
| 1929-30 | FCB       | ALF     | CAS      | MUR     | DBE     | SEV | CEL       | SPO       | RAC       | CUL             | RMA    | IBE    | RUC     | RUC      | ALA     | VIC      | VIC      |                |
| 1930-31 | FCB       | ALF     | VAL      | MUR     | DBE     | SEV | DEP       | SPO       | RAC       | VLL             | RMA    | IBE    | RUC     | RUC      | ATH     | UNI      | n/d      |                |
| 1931-32 | FCB       | MLL     | VAL      | MUR     | DBE     | SEV | CEL       | OVI       | OVI       | RMA             | RMA    | 0 DON0 | 0 DON0  | 0 DON0   | ATH     | TFE      | n/d      | CUL            |
| 1932-33 | ESP       | CON     | VAL      | HER     | ONU     |     | DEP       | OVI       | RAC       | RMA             | RMA    | DON    | DON     | DON      | ATH     | TFE      | VIC      | AFR            |
| 1933-34 | SAB       | n/d     | VAL      | MUR     | ONU     |     | CEL       | OVI       | RAC       | RMA             | RMA    | LOG    | LOG     | LOG      | ATH     | TFE      | MAR      | CEU            |
| 1934-35 | FCB       | CON     | LLE      | LLE     | LLE     | LLE | CEL 0 OVI | CEL 0 OVI | RMA       | RMA             | RMA    | RMA    | ATH     | ATH      | ATH     | TFE      | VIC      | CEU            |
| 1935-36 | FCB       | MLL     | MUR      | MUR     | SEV     | SEV | OVI       | OVI       | RMA       | RMA             | RMA    | RMA    | ARE     | ARE      | ARE     | UNI      | MAR      | ATT            |
| 1936-37 | ESP       | MLL     | VAL      | VAL     | n/d     | n/d | DEP       | n/d       | n/d       | n/d             | n/d    | n/d    | n/d     | n/d      | n/d     | n/d      | n/d      | n/d            |
| 1937-38 | FCB       | MLL     | VAL      | n/d     | n/d     | n/d | FER       | n/d       | n/d       | n/d             | n/d    | n/d    | ALA     | ALA      | ALA     | n/d      | n/d      | n/d            |
| 1938-39 | n/d       | CON     | n/d      | n/d     | n/d     | SEV | FER       | n/d       | RAC       | n/d             | n/d    | AVI    | OSA     | ALA      | BIL     | n/d      | n/d      | n/d            |
| 1939-40 | ESP       | ATH     | VAL      | HER     | n/d     | SEV | DEP       | SPO       | RAC       | ATA             | ATA    | ZAR    | ZAR     | ZAR      | ATH     | TFE      | n/d      | CEU            |

1. 1 2  Campionat conegut amb el nom de Copa Macaya.
2. ↑  Es disputaren dos campionats, la Copa Macaya guanyada pel Club Espanyol de Football i la Copa Barcelona guanyada pel Football Club Barcelona.
3. ↑  El Moderno FC fou absorbit pel Madrid CF l'any 1904.
4. 1 2 3 4 5 6  El campionat es disputà dins les eliminatòries del Campionat d'Espanya.
5. 1 2 3 4 5 6 7 8 9 10 11 12 13 14 15 16 17  Campionat no oficial.
6. ↑  Campionat anul·lat per la Federació Madrilenya de Societats de Foot-Ball per incompliment de les normes per part de tots els contendents.
7. ↑  El campionat no es disputà, però la Gimnástica de Madrid fou el representant madrileny al Campionat d'Espanya.
8. ↑  Es va disputar un altre campionat paral·lel a l'oficial de la Federació Catalana, organitzat per la Football Assiociation de Catalunya de la dissident Unió Espanyola de Clubs. Aquest va ser abandonat sense arribar a concloure's per manca d'interès quan només s'havien disputat 4 jornades, i el FC Barcelona va ser considerat guanyador.
9. ↑  Anul·lat per la F.G.F. a Assemblea de 15 de novembre de 1919.
10. ↑  Es disputaren dos campionats, l'oficial guanyat per US Maó i el dels clubs escindits guanyat per FC Maó.
11. 1 2 3 4  Correspon al Campionat de Mallorca per l'expulsió dels equips menorquins de la Federació.
12. ↑  Hi va haver problemes entre els clubs de Las Palmas i Tenerife, fet que provocà la suspensió del campionat canari. Real Unión de Tenerife guanyà el campionat tinerfeny, mentre que el campió de Las Palmas restà vacant. Com a conseqüència la Federació de Canàries es dissolgué i es crearen federacions separades a Las Palmas i Tenerife.[17]
13. ↑  La temporada 1931-32 els equips aragonesos es dividiren en dos campionats mancomunats. L'Iberia SC disputà el campionat Centre-Aragó i el Zaragoza CD el campionat Guipúscoa-Navarra-Aragó.
14. ↑  No es disputà la final entre Constància d'Inca i CE Ciutadella.
15. ↑  No es disputà la final del campionat, només els subgrups gallec i asturià.
16. 1 2 3 4  Durant la guerra civil només es disputà el campionat de Mallorca.
17. ↑  Campionat no oficial, correspon al Torneig Brigadas de Navarra, organitzat per la Federació Guipuscoana amb la participació d'equips bascos, navarresos i riojans.

## Palmarès
Inclosos els equips amb més de cinc campionats.
| Equip                                                               | Títols | Anys |
| ------------------------------------------------------------------- | ------ | --- |
| Futbol Club Barcelona                                               | 23     | 1902, 1903, 1905, 1909, 1910, 1911, 1913, 1916, 1919, 1920, 1921, 1922, 1924, 1925, 1926, 1927, 1928, 1930, 1931, 1932, 1934, 1936, 1938 |
| Real Madrid Club de Fútbol                                          | 21     | 1905, 1906, 1908, 1913, 1916, 1917, 1918, 1920, 1922, 1923, 1924, 1926, 1927, 1929, 1930, 1931, 1932, 1933, 1934, 1935, 1936             |
| Athletic Club (inclou Bilbao Athletic)                              | 18     | 1914, 1915, 1916, 1920, 1921, 1923, 1924, 1926, 1927, 1928, 1929, 1931, 1932, 1933, 1934, 1935, 1939, 1940                               |
| Sevilla Fútbol Club                                                 | 17     | 1917, 1919, 1920, 1921, 1922, 1923, 1924, 1925, 1926, 1927, 1929, 1930, 1931, 1932, 1936, 1939, 1940                                     |
| Real Sporting de Gijón                                              | 13     | 1917, 1918, 1919, 1920, 1921, 1922, 1923, 1924, 1926, 1927, 1930, 1931, 1940                                                             |
| Real Racing Club de Santander                                       | 13     | 1923, 1924, 1925, 1926, 1927, 1928, 1929, 1930, 1931, 1933, 1934, 1939, 1940                                                             |
| València Club de Futbol                                             | 11     | 1923, 1925, 1926, 1927, 1931, 1932, 1933, 1934, 1937, 1938, 1940                                                                         |
| Reial Club Deportiu Mallorca (inclou l'Alfons XIII FBC)             | 10     | 1924, 1925, 1927, 1929, 1930, 1931, 1932, 1936, 1937, 1938                                                                               |
| Real Murcia Club de Fútbol (inclou el Levante Foot-ball Club)       | 10     | 1921, 1926, 1927, 1928, 1929, 1930, 1931, 1932, 1934, 1936                                                                               |
| Reial Club Deportiu Espanyol (inclou el Club Espanyol de Foot-ball) | 9      | 1903, 1904, 1912, 1915, 1918, 1929, 1933, 1937, 1940                                                                                     |
| Real Unión Club                                                     | 8      | 1920, 1921, 1922, 1924, 1926, 1928, 1930, 1931                                                                                           |
| Real Oviedo (inclou el Real Stadium Club Ovetense)                  | 8      | 1925, 1928, 1929, 1932, 1933, 1934, 1935, 1936                                                                                           |
| Real Club Fortuna de Vigo                                           | 8      | 1906, 1907, 1910, 1911, 1912, 1915, 1921, 1922                                                                                           |
| Club Deportivo Tenerife (inclou el Tenerife Sporting Club)          | 8      | 1914, 1915, 1916, 1932, 1933, 1934, 1935, 1940                                                                                           |
| Iberia Sport Club                                                   | 7      | 1923, 1926, 1927, 1928, 1929, 1930, 1931                                                                                                 |
| Real Club Celta de Vigo                                             | 7      | 1924, 1925, 1926, 1930, 1932, 1934, 1935                                                                                                 |
| Real Sociedad de Fútbol (inclou el Donostia Football Club)          | 7      | 1919, 1923, 1925, 1927, 1929, 1932, 1933                                                                                                 |
| Real Club Victoria (inclou el Sporting Club Victoria)               | 7      | 1912, 1913, 1927, 1928, 1930, 1933, 1935                                                                                                 |
| Real Club Deportivo de La Coruña                                    | 6      | 1927, 1928, 1931, 1933, 1937, 1940 |
| Arenas Club de Getxo                                                | 6      | 1917, 1919, 1922, 1925, 1927, 1936 |